# Ernst von der Planitz
Ernst Rudolf Max Edler von der Planitz (né le 4 juillet 1836 à Dresde et mort le 30 novembre 1910 à Potsdam) est un colonel général prussien.

## Biographie

### Origine
Ernst est issu de la famille noble du Vogtland von der Planitz. Il est le fils de Gustav Adolf von der Planitz (de) (1802-1869) et de son épouse Marie, née von Watzdorff (de) (1808-1862). Son père est seigneur de Kaschwitz, conseiller de la cour royale de Saxe et de la justice ainsi que conseiller privé et ministre ducal de Saxe-Altenbourg. Le général d'artillerie prussien Max von der Planitz (1834-1910) est son frère aîné.

### Carrière militaire
Planitz étudie aux maisons des cadets de Potsdam et de Berlin. Le 1er mai 1855, il est nommé sous-lieutenant au 2e régiment de dragons (pl) de l'armée prussienne et diplômé de l'École générale de guerre de 1858 à 1861. Planitz sert ensuite comme adjudant régimentaire et est promu premier lieutenant à la mi-novembre 1862. Il est commandé du 11 août 1864 au 6 mai 1866 au 2e régiment de dragons de Landwehr. Durant la guerre contre l'Autriche en 1866, il dirige le 5e escadron de son régiment initialement lors de la bataille de Gitschin. Planitz peut particulièrement faire ses preuves lors de la bataille de Sadowa. Au village d'Horenowes, il réussit à capturer trois officiers et 100 hommes. Il est blessé lors d'une attaque contre un bataillon autrichien.
Récompensé de l'ordre de l'Aigle rouge de 4e classe aux épées, Planitz est promu capitaine après l'accord de paix et devient chef du 3e escadron transféré au nouveau 12e régiment de dragons à Woldenberg. À la mi-décembre 1869, il est transféré à l'état-major général et de là Planitz arrive le 24 mars 1870 à l'état-major du 16e division d'infanterie. Lors de la mobilisation pour la guerre contre la France, il est d'abord affecté à l'état-major du gouvernement général du Rhin en tant qu'officier d'état-major. Après la bataille de Sedan, il rejoint l'état-major au Grand Quartier Général et subit le siège de Paris. Le 4 janvier 1871, Planitz est affecté à l'état-major du prince Frédéric-Charles de Prusse. Il s'illustre particulièrement lors des batailles de janvier sur la Loire et reçoit la croix de fer de 2e classe pour la bataille du Mans.
Après la paix de Francfort, il est transféré au 16e régiment de hussards (de) le 15 juillet 1871. Planitz est membre continu de cette unité pendant les 18 années suivantes, plus récemment en tant que colonel et commandant. Le 14 février 1885, il est chargé de la direction de la 28e brigade de cavalerie et, le 26 mars 1885, Planitz est nommé commandant de cette grande unité à Karlsruhe. En cette qualité, il est promu major général le 14 février 1888. À partir du 14 juin 1888, Planitz est commandant de la 2e brigade de cavalerie de la Garde et est chargé en 1889, pendant les grands exercices d'automne, du commandement de la division de cavalerie formée au sein du 7e corps d'armée. À la fin de l'année, il a brièvement le commandement de la division de cavalerie du 15e corps d'armée avant que Planitz ne soit nommé commandant de la division de cavalerie de la Garde le 24 mars 1890, avec promotion au grade de lieutenant-général. En juin 1890, à l'occasion de la visite du prince héritier italien Victor-Emmanuel à Berlin en juin 1890, Planitz a été commandé pour son service d'honneur. Du 16 mars au 13 juin 1895, il est chargé de remplacer l'inspecteur de la 2e inspection de cavalerie, le lieutenant-général Heinrich von Rosenberg, qui est malade, et lui succède ensuite au poste d'inspecteur. Le 2 janvier 1896, il est promu général de cavalerie et le 1er avril 1898, il est nommé inspecteur général de la cavalerie. À ce poste, Planitz reçoit plusieurs prix pour ses services. Il est récipiendaire des grand-croix de l'ordre de la Maison enerstine de Saxe, de l'ordre de l'Aigle rouge avec feuilles de chêne et épées, de l'ordre des Saints-Maurice-et-Lazare et l'ordre bavarois du Mérite militaire. Il reçoit également l'ordre de la Couronne de Diamant et Planitz est nommé chevalier de l'ordre de l'Aigle noir le 11 juin 1900. À l'occasion de son 50e anniversaire de service, Guillaume II lui décerne l'ordre du Mérite de la couronne de Prusse. Il est promu colonel général à la mi-septembre 1906, avant que Planitz ne reçoive finalement la pension légale à sa propre demande et ne reçoive la croix de grand commandeur de l'ordre de la Maison royale de Hohenzollern.
À l'occasion de sa mort, l'empereur ordonne que tous les officiers de cavalerie portent le deuil pendant trois jours. Représentant Guillaume II, le prince Eitel-Frédéric de Prusse participe aux funérailles de Planitz.

### Famille
Planitz se marie avec Klara Auguste comtesse von der Schulenburg (1843-1912) à Berlin le 20 avril 1865. Le mariage donne naissance aux enfants suivants :
- Irmgard (1866-1872)
- Elsbeth Klara Luise Rose (1867–1896) mariée avec Wolfgang von Pachelbel-Gehag (de), seigneur de Keffenbrinck
- Werner (né en 1870), premier lieutenant prussien marié avec Giesela von derschulenburg (* 1878), parents de Hans-Werner von der Planitz (1902-1979)
- Hildegarde (née en 1874) mariée avec Heinrich von Oppen (1869-1925), administrateur de l'arrondissement du Haut-Barnim